# Sviby
Sviby (1977–1997 Sviibi) – wieś w Estonii, w prowincji Lääne, w gminie Vormsi. Główny port na wyspie Vormsi.